# Okres Eisenstadt-okolí
Okres Eisenstadt-okolí (německy Bezirk Eisenstadt-Umgebung) je politickým okresem na severu rakouské spolkové země Burgenland. Jeho centrem je město Eisenstadt, které však k území okresu nepatří, protože má postavení statutárního města. Označení vozidel je EU(Eisenstadt-Umgebung).

## Poloha okresu
V rámci Burgenlandu leží okres spíše v jeho severní a nížinaté části. Při východních hranicích okresu najdeme již břehy Neziderského jezera. Na jihu území okresu přímo sousedí s Maďarskem.

## Povrch okresu
Vzhledem k poloze v severní části Burgenlandu je povrch okresu spíše nížinatý, málo členitý. Při toku řeky Wulka a v okolí Neziderského jezera je nadmořská výška nejnižší, začíná se zvedat až severně od Eisenstadtu, kde najdeme pahorkatinu Litavské vrchy (Leithagebirge).

## Statistické údaje
Okres Eisenstadt-okolí (registrační značka EU) není rozlehlý, ani lidnatý. Na celkové rozloze 453,14 km² žilo v roce 2001 celkem 38 752 obyvatel. Hustota zalidnění tak dosahovala 86 obyv./km². Na území okresu najdeme celkem 24 obcí, ale žádné město (obě potenciální města – Eisenstadt i Rust jsou totiž městy statutárními).

## Nejlidnatější obce
1. Neufeld an der Leitha (2948 obyvatel)
2. Sankt Margarethen im Burgenland (2762 obyvatel)
3. Purbach (2570 obyvatel)